# ABS-2
O ABS-2, também chamado de ST-3, Koreasat 8 e Condosat 2, é um satélite de comunicação geoestacionário construído pela Space Systems/Loral (SSL). Ele está localizado na posição orbital de 75 graus de longitude leste e é operado pela Asia Broadcast Satellite (ABS). O satélite foi baseado na plataforma LS-1300 e sua vida útil estimada é de 15 anos.

## História
A Asia Broadcast Satellite contratou a Space Systems/Loral (SSL) em outubro de 2010 para a construção do ABS-2. A Space Systems/Loral (SSL) já havia sido escolhido como o construtor em junho de 2009.
O satélite teve uma massa superior a 6.000 kg no lançamento e oferece uma vida útil superior a 15 anos. O satélite é equipado com 78 transponders em banda C, Ku e Ka as cargas terá mais de quatro vezes a capacidade existente no ABS-1.
A Singapore Telecommunications assinou um acordo de compra de transponder do satélite operado pela Asia Broadcast Satellite Limited (ABS). Com este acordo, a Vodafone é dona de vários transponders de banda C no satélite ABS-2 a um custo de aproximadamente 80 milhões de dólares estadunidenses ao longo dos próximos dois anos. A Vodafone comercializa estes transponders para clientes corporativos sob a marca ST-3/ABS-2. A Capacidade utilizada pela KT Telecom é referida como Koreasat 8.

## Lançamento
O satélite foi lançado com sucesso ao espaço no dia 6 de fevereiro de 2014, às 21:30 UTC, abordo de um foguete Ariane 5 ECA a partir do Centro Espacial de Kourou, na Guiana Francesa, juntamente com o satélite Athena-Fidus. Ele tinha uma massa de lançamento de 6.330 kg.

## Capacidade e cobertura
O ABS-2 vai trazer uma nova capacidade substancial à localização orbital de 75° E, servindo quatro continentes, ele é equipado com 32 transponders em banda C, 50 em banda Ku e 8 transponders de banda Ka para fornecer uma ampla gama de serviços para a Ásia, Rússia, África e Oriente Médio, incluindo, distribuição de TV DTH, aplicações de multimídia, bem como redes de dados e serviços de telecomunicações.